# Zamek w Raciborzu
Zamek w Raciborzu – gród wzmiankowany w Kronice Galla Anonima we wpisie datowanym na rok 1108. Pierwsze partie ceglane powstały prawdopodobnie w połowie XIII wieku.

## Historia

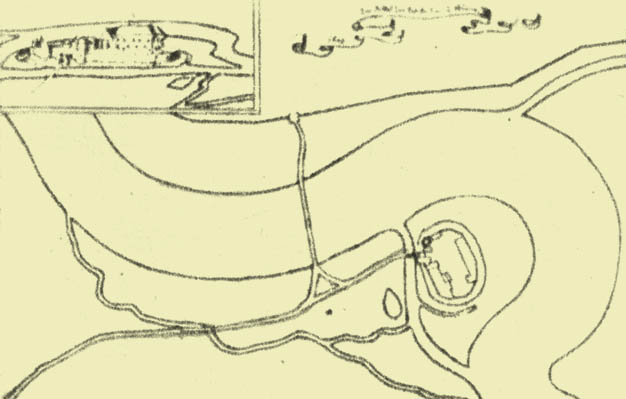
Plan sytuacyjny zamku w 1609 roku według W. Sabischa

Przypuszcza się, że pierwsza wzmianka o raciborskim grodzie powstała około 845 roku w nocie zwanej Geografem Bawarskim. Wspomina ona o plemieniu Gołężyców (org. Golensizi) zamieszkującym dorzecze Górnej Odry, które posiadało tam pięć grodów. Na podstawie badań przypuszcza się, że jednym z tych grodów był właśnie Racibórz. Domniemywa się także, że mogło tu być Eburium, legendarna stolica Kwadów. Utwór łaciński Commentarius belli adversum Turcas ad Viennam... autorstwa Wespazjana Kochowskiego, który omawia wyprawę Jana III Sobieskiego pod Wiedeń tak opisuje 24 sierpnia, dzień kiedy król zawitał na raciborskim zamku:

Z Tarnowskich Gór przez Gliwice i Rudy, marszem drogą wśród lasów do Raciborza, kędy niegdyś była stolica Kwadów, a później siedziba książąt polskich z krwi, gdzie po przejeździe pozostawiono cieżkie wojsko pod opieką hetmana Jabłonowskiego, a król wraz z silnym wojskiem wkroczył śpiesznie na terytorium Austryi.

Wespazjan Kochowski wspomina o Raciborzu także w poemacie Dzieło Boskie albo Pieśni Wiednia wybawionego wydanym w 1684 roku, gdzie w rozdziale XLVII można przeczytać:

Tu [w Tarnowskich Górach] mało bawiąc ruszył kędy Kwadzi swą w Raciborzu stolicę miewali, stamtąd przez góry morawskie prowadzi w kraj Markomanów, Ołomuńca dalej (...)

F.A. Larisch, niemiecki regionalista sądził, że Klaudiusz Ptolemeusz wspominał o Raciborzu. Wspomina o tym Władysław K. Zieliński w wydanym w 1889 roku opracowaniu Szląsk (pruski) słowem i ołówkiem na podstawie najnowszych źródeł przedstawiony. W publikacji tej można przeczytać:

Według hr. Larischa, Racibórz za Ptolemeusza był już znany pod nazwą Eburium, jako stolica Buriów z plemienia Swewów [tak nazywano Kwadów, którzy ruszyli na podbój Włoch i Hiszpanii]. Nazwa ta przypuszczalnie przez później tu zamieszkujących Słowian przekształconą została w Hrad-Ebur czyli Hrad-Ibur, z czego powstała dzisiejsza nazwa Racibórz (Hrad-Rad-Rac-ibor).

### XI–XII wiek
Już około 1000 roku w Raciborzu miała istnieć przygraniczna warownia. Około 1038 roku raciborska warownia przeszła, jak cały Śląsk pod panowanie czeskie. Raciborski gród po raz pierwszy wzmiankowany jest w Kronice Galla Anonima we wpisie datowanym na 1108 rok. Znajdowała się tutaj wtedy przygraniczna twierdza kasztelańska. Według informacji tam zawartych gród należał do Morawian, a rycerze Bolesława Krzywoustego wkroczyli do niego bez walki, pokonując wcześniej morawskich rycerzy którzy wyruszyli z grodu. Racibórz był wtedy bardzo ważnym grodem w systemie obronnym pogranicza polsko-czeskiego, w związku z czym jego powstanie można wiązać z budową twierdz granicznych w czasie konfliktu Piastów i Przemyślidów (XI–XII wiek), a nie z plemieniem Golęszyców.

Gdy więc Bolesław stał na straży kraju i wszelkimi siłami dbał o sławę ojczyzny, zdarzyło się właśnie, że zjawili się Morawianie, chcąc ubiec gród Koźle w tajemnicy przed Polakami. Wówczas to Bolesław wysłał pewnych zacnych rycerzy celem zajęcia, jeśliby to było możliwe, Raciborza, sam jednak dla tej przyczyny nie zaniechał łowów i wypoczynku. Owi zaś zacni rycerze odeszli i stoczyli walkę z Morawianami, w której kilku zacnych spośród Polaków padło w boju, jednak ich towarzysze odzierżyli pole zwycięskiej bitwy i gród. Tak to wybici zostali Morawianie w walce, a owi w grodzie, nie wiedząc o niczym, zostali zagarnięci.

Od 1108 roku do początku XIV wieku zamek znajdował się pod panowaniem Piastów. Do I połowy XIV wieku rezydował tutaj kasztelan, od końca XIV wieku do 1743 roku była to także siedziba starosty raciborskiego okręgu zamkowego. Od 1172 roku zamek był również siedzibą książęcą. Za czasów panowania Bolesława Krzywoustego warownia zaliczała się do ważnych grodów broniących południową granicę państwa polskiego. Karol Maleczyński powstanie grodu datuje na II połowę X wieku, co uwiarygodniły badania archeologiczne przeprowadzone na dziedzińcu zamkowym. Miejsce to wybrano nieprzypadkowo, bowiem wykorzystane zostało naturalne zakole Odry, które przecięto odnogą rzeki tworząc wyspę, zwaną w późniejszych przekazach wyspą raciborską. Dostać się na nią można było przez groblę, której śladem biegnie dzisiejsza ul. Zamkowa. W 1146 roku na raciborskim zamku rezydował Władysław II Wygnaniec, który został wypędzony przez swoich braci. W 1172 roku Mieszko Laskonogi, niesłusznie nazywany Plątonogim, obrał Racibórz za stolicę swojego księstwa. Wówczas jego brat Bolesław I Wysoki otrzymał Dolny Śląsk i Opole, natomiast Mieszko księstwo raciborskie po ich ojcu, Władysławie Wygnańcu. Za jego rządów przypadł czas świetności raciborskiego grodu. Tak w 1689 roku Fryderyk Lucae, śląski kronikarz wspomina władcę:

Jest też prastary książęcy zamek, który [zbudował] polski książę zwierzchni Mieszko [Laskonogi] wraz ze swoją małżonką w roku 1177, z obawy o swoich poddanych, który stoi mocno nad Odrą i błyszczy więcej dawnymi zabytkami aniżeli wytwornością.

### XIII–XV wiek
Podczas panowania Mieszka Laskonogiego na zamku działała od około 1200 roku mennica wybijająca brakteaty z inskrypcją MILOST (zn. cześć lub uszanowanie). Inskrypcja ta była jednym z pierwszych zabytków języka polskiego na monetach. Jednakże Borys Paszkiewicz twierdzi, że ów brakteat jest monetą dolnośląską, a sam napis MILOST może być pochodzenia czeskiego. Za jego rządów powstała także romańska kaplica zamkowa, która prawdopodobnie była najstarszym miejscem krzewienia wiary chrześcijańskiej na ziemi raciborskiej. W 1201 roku w wyniku śmierci swojego brata i jego syna Jarosława Mieszko zajął Opole, tworząc księstwo opolsko-raciborskie. Racibórz był wówczas siedzibą dworu książęcego na co wskazuje m.in. tytulatura władcy (dux Ratibor, dux Raceburgensis).
W 1211 roku po śmierci Laskonogiego władzę na zamku przejął jego syn Kazimierz, a za jego panowania na znaczeniu zyskało Opole, które stało się stolicą księstwa. Przed 1217 rokiem książę lokował na prawie flamandzkim lewobrzeżną część Raciborza. Po śmierci Kazimierza rządy w księstwie sprawowali regenci, najpierw Henryk Brodaty, a później wdowa po księciu Kazimierzu, księżna Wiola. W 1222 roku znany jest kasztelan raciborski – Stoigniew. Około 1238 roku panem księstwa opolsko-raciborskiego został małoletni Mieszko, który przebywał częściej w Raciborzu na co wskazuje liczba wydanych w tym mieście dokumentów. Źródła wskazują na silne ufortyfikowanie warowni, którą otaczał wał drewniano-ziemny, a dodatkowo od południa Odra i od pozostałych stron jej odnogi. O silnym ufortyfikowaniu grodu świadczy odparcie w styczniu 1241 roku ataku Mongołów. Z tym wydarzeniem związana jest raciborska legenda mówiąca o wodzu mongolskim Tin-fu. Według legendy rzekomy kasztelan, Bartek Lasota wraz z kompanią wojów stawił czoła liczniejszej hordzie tatarskiej. Jeden z wojów ranił mongolskiego wodza śmiertelnie w krtań strzałą wystrzeloną z zamku, właśnie ten fakt przyczynił się do ucieczki oblegających wojsk. Na upamiętnienie tego wydarzenia Mieszko Otyły zlecił wyrzeźbienie w kamieniu głowy mongolskiego wodza, która do II wojny światowej znajdowała się na narożu, w południowo-wschodnim skrzydle zamku, a obecnie znajduje się w raciborskim muzeum. W 1246 roku panem księstwa został książę Władysław, który także częściej przebywał na raciborskim zamku. W 1249 roku raciborski gród oblegały wojska biskupa ołomunieckiego, Brunona z Schauenburga. Był to odwet za wcześniejsze najechanie przez Władysława ziemi opawskiej. Próby zdobycia grodu skończyły się fiaskiem, jednak wojska spaliły miasto, a Władysław musiał zapłacić 3 tysiące grzywien srebra.
Po śmierci księcia Władysława (1281/1282) zamek przypadł jego najmłodszemu synowi Przemysławowi. Za jego czasów zamek został przebudowany i powstało szereg murowanych budowli, m.in. kaplica zamkowa. W latach 1285–1287 w raciborskim grodzie rezydował biskup wrocławski, Tomasz II, który popadł w konflikt z księciem wrocławskim Henrykiem IV Probusem. W 1288 roku biskup wrocławski Tomasz II ufundował przy kaplicy zamkowej kapitułę kolegiacką, która była wyrazem wdzięczności za okazaną gościnność. Wydarzenie to zostało opisane przez Jana Długosza w Rocznikach czyli kronikach sławnego Królestwa Polskiego.

Zgromadziwszy wielkie wojsko zarówno z własnych żołnierzy, jak i zaciężnych, najętych na kontrybucję pieniężną, którą ukarał kościół wrocławski, najeżdża zbrojnie ziemie księcia opolskiego Kazimierza i oblega miasto Racibórz z powodu obecności w nim biskupa wrocławskiego Tomasz i jego kleru. Chociaż zamożniejsi mieszczanie raciborscy znosili oblężenie przez jakiś czas i przyrzekali, że ścierpią je jeszcze dłużej, jednak zaskoczony lud, odczuwając niedostatek i brak żywności, udręczony głodem, płakał ciągle, jęczał głośno i wzdychał rzucając przekleństwa i obelgi na biskupa Tomasza i jego kler. Poruszony tym biskup Tomasz, z wielkiej życzliwości, którą się podobno zawsze wyróżniał, rzecze: Raczej niech ja i moje duchowieństwo wpadniemy w ręce tyrana, niż żeby ci niewinny ginęli z głodu. Uwolnimy natychmiast z niebezpieczeństwa ludzi, którzy oblężeni mrą ze strachu i głodu. Naszym uwięzieniem, albo – jeśli tak się spodoba Bogu – śmiercią odsuńmy zagładę grożącą temu miastu, które nas przez długi czas żywiło i udzieliło nam schronienia. Następnie wkłada szaty liturgiczne i każe się w nie ubrać niektórym duchownym. I tak w infule i z insygniami biskupimi rusza z miasta z całym swoim, bawiącym z nim na wygnaniu kleru i podąża do obozu tyrana, by uśmierzać jego gniew największą pokorą. (...) Tyran, który widział z daleka jego przybycie, za łaską Bożą ogarnął tak wielki strach, że wyskoczywszy ze swojego namiotu wybiegł możliwie najszybciej na spotkanie biskupa, padł twarzą na ziemię i jakby dostrzegając w biskupie coś Boskiego i czcząc pod jego postacią Wiecznego Pasterza, prosił o wybaczenie mu jego postępków. Biskup Tomasz, podnosząc go z ziemi, ze łzami obiecuje, że daruje mu całe wiarołomstwo jakiego się dopuścił, byleby tylko wytrwał w tej skrusze i pobożności. I po wzajemnych rzewnych uściskach i pocałunkach, książę i biskup weszli bez świadków do najbliższego kościoła Św. Mikołaja.

Na przełomie XII i XIII wieku warownia została przebudowana na zamek w stylu gotyckim. Wtedy też drewniana palisada na wałach została zastąpiona murem z basztami. Według badań archeologicznych pierwsze zabudowania ceglane mogą być datowane na II połowę XIII wieku. Około 1290 roku książę Przemysław raciborski zlecił wybudowanie gotyckiej kaplicy, która otrzymała wezwanie św. Tomasza Becketa. Okres świetności zamku przypadł na rządy księcia Przemysława i jego syna Leszka. Budowla była otoczona osadą rybaków, młynarzy i rzemieślników, która stała się zaczątkiem późniejszej gminy Ostróg. W roku 1306, kiedy zmarł książę Przemysław wzmiankowany był na dworze lekarz, magister Jan. Po śmierci księcia Przemysława władcą wydzielonej dzielnicy raciborskiej został Leszek raciborski.
Po śmierci księcia raciborskiego Leszka w 1336 roku zamek przeszedł w ręce Przemyślidów opawskich, a mianowicie Mikołaja II. Stało się tak, gdyż Leszek w 1327 roku złożył hołd lenny Janowi Luksemburczykowi. Ponadto książę z jego małżonką Agnieszką, córką Henryka Wiernego nie mieli potomstwa i to na nich zakończyła się linia Piastów raciborskich. Te czynniki oraz poparcie raciborskiego patrycjatu przyczyniły się do przejęcia księstwa przez Przemyślidów opawskich. Przemyślidzi rezydowali przede wszystkim w Opawie. Po zniesieniu urzędu kasztelana na zamku rezydował dowódca grodowy, określany w źródłach łacińskich jako procurator, flodarius, ewentualnie wlodarius castri Rathiboriensis. Źródła odnotowały dwóch raciborskich dowódców grodowych. Pierwszym był Jeszko, wzmiankowany w roku 1305, a kolejnym Leks lub Leksza, występujący w dokumentach z lat 1317, 1337 i 1343. Nie można jednoznacznie stwierdzić, czy po roku 1343 nastąpiła likwidacja tego urzędu, faktem jednak jest iż więcej dowódcy nie pojawiają się na kartach źródeł. Z kolei od 1383 roku (lub na krótko przed tą datą) na zamku rezydował starosta okręgowy, któremu podlegał raciborski okręg zamkowy. Stanowisko to funkcjonowało do roku 1743. Za rządów Przemyślidów opawskich Racibórz stracił na znaczeniu, a granice księstwa znacznie się skurczyły. W 1416 roku kolegiata została przeniesiona do kościoła Wniebowzięcia Najświętszej Maryi Panny w Raciborzu.

### XVI wiek
Od XVI wieku gród był własnością króla Czech, a następnie rodów szlacheckich. W 1521 roku po śmierci księcia opawsko-raciborskiego Walentyna zwanego Garbatym panowanie na zamku objął książę opolski Jan II Dobry. W 1532 roku po śmierci księcia Jana Dobrego Racibórz przeszedł w ręce króla czeskiego Ferdynanda Habsburga. W tym samym roku wzmiankowane było istnienie browaru przy zamku. Niedługo później znalazł się w rękach margrabiego Jerzego Hohenzollerna jako zastaw na poczet wierzytelności w kwocie 200 tys. guldenów roszczonych wobec praskiego dworu. W latach 1532–1533 odnowił on zniszczone zabudowania zamkowe. Zyski jakie uzyskał z dóbr raciborskich przeznaczył na budowę zamku w Roth pod Norymbergą, który dzisiaj nosi nazwę Ratibor. Margrabia szerzył w tych czasach luteranizm w księstwie raciborskim. Po spłaceniu długu wobec Hohenzollernów zamek wrócił we władanie Habsburgów, którzy oddawali księstwo raciborskie we władanie różnych rodów. Pierwszą właścicielką grodu została Izabela Jagiellonka, córka Zygmunta I Starego i Bony Sforzy. Otrzymała ona od cesarza Ferdynanda I księstwo opolsko-raciborskie po tym jak zrzekła się praw do korony Węgier. W 1556 roku zrzekła się swoich śląskich dóbr i powróciła na Węgry.

W 1556 r., [Izabella] powróciła do swojej ojczyzny, księstwa przypadły znowu cesarzowi Ferdynandowi I, który zarządzał nimi przez naczelników prowincji. Majątkiem komory raciborskiej zarządzał cesarski radca i starosta naszego księstwa Jerzy von Oppersdorff, najpierw na rachunek, później jako zastaw za pewną sumę pożyczoną cesarzowi.

Stosunki własnościowe zamku, związane z nimi prawa i przynależne ziemie były bardzo skomplikowane, o czym świadczy fakt, że w latach 1532–1645 księstwo opolsko-raciborskie miało łącznie ośmiu władców. Od 1558 roku księstwo podporządkowano cesarzom, a grodem zarządzały osoby, które otrzymywały go jako zastaw bądź też były tylko jego administratorami. Od 1564 roku Oppersdorfowie otrzymali zamek od cesarza jako zastaw w zamian za pożyczkę 60 000 guldenów na 6 procent rocznie. Księstwo obejmowało wtedy ponad 20 wsi, a starosta rezydujący na zamku miał 3705 talarów dochodu rocznie, przede wszystkim z folwarków znajdujących się na Ocicach i Miedoni. Jedynym obowiązkiem hrabiego było utrzymanie burgrabiego, jego koni, służby zamkowej, w tym kucharzy i piekarzy oraz służbę znajdującą się na folwarkach. W tych czasach ksiądz otrzymywał 8 bochnów chleba oraz 8 kwart piwa. Miasto Racibórz podejmowało starania, aby przejąć dobra zamkowe od hrabiego Oppersdorffa i zaproponowało cesarzowi większą sumę pieniężną. W wyniku kolejnych negocjacji miasto miało mieć w zastawie dobra zamkowe przez kolejne 24 lata. W 1574 roku w mieście wybuchł pożar, który je dotkliwie zniszczył, a to uniemożliwiło wywiązanie się z zobowiązań wobec cesarza. W 1575 roku dobra zamkowe zostały przejęte przez wierzycieli, głównie panów feudalnych. Cesarz w ramach rekompensaty za wpłacone przez miasto pieniądze nadał mu część wsi Studzienna. 22 sierpnia 1587 roku sejm dokonał podwójnej elekcji na polski tron, jednym z wybranych był arcyksiążę Maksymilian Habsburg, który w drodze do Krakowa zatrzymał się i przenocował w raciborskim grodzie. Urbarz z 1595 roku tak opisuje zamek:

Zamek opływa Odra, a jedno jej ramię idzie w kierunku tartaku i młyna zamkowego. (...) [Zamek] otoczony jest niskim murem, który jednak od strony Odry znikł. Przy wejściu jest budynek bramny i drewniana izdebka, a obok stare wejście do zamku. Zaraz opodal stoi kościół z ubieralnią zakrystią, która grozi jednak zawaleniem, pod nią izby i strych. Pod kościołem jest sklepione pomieszczenie i więzienie. Ponadto jedna piwnica na wino i dwie sklepione na piwo, za nimi spiżarnia kuchenna i jedna sklepiona piwnica. Nad piwnicą schody, stajnia, na prawo jedna izba, dwa pomieszczenia sklepione i jedna sypialnia, na lewo wielka izba, w której odbywają się roki sądowe, jedno pomieszczenie sklepione, jedna izdebka i mała sypialnia. W górnej kondygnacji jest jedna większa sala, jedna izba i sypialnia, naprzeciw komórka. Dach jest jeszcze dobry, a pod nim trzy puste pomieszczenia oraz zbrojownia. Za tym jest budynek, w którym jest zegar, naprzeciw skład, wielka kuchnia, obok alkowa, izba, sień, poniżej wielka stajnia. Na trzeciej stronie sklepiona piekarnia i przedsionek, obok dwie stajnie, powyżej izba i alkowa i wielki strych. Dalej znowu stara izba i alkowa drewniana. Obok stare mury z dwoma składami. Wszystko kryte jest gontami. Strażnicy mogą po zamku chodzić w około, jednak mury są w wielu miejscach zniszczone.

Powyższy urbarz wskazuje, że do dóbr zamkowych należało wówczas 26 pobliskich wsi, które były przekazywane do użytku jako zastaw.

### XVII wiek

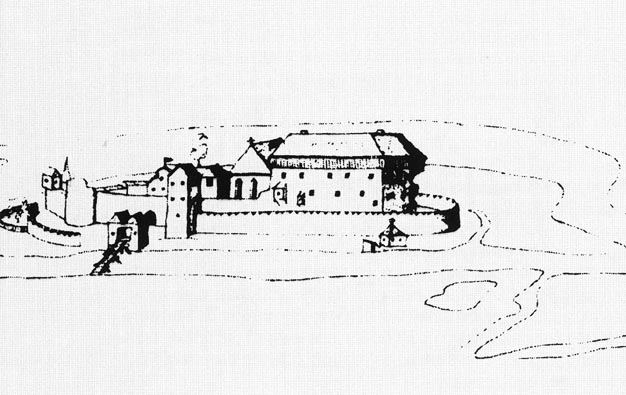
Zamek na początku XVII wieku

W 1603 roku 11 wsi zostało sprzedanych jako własność dziedziczną różnym osobom. W 1604 roku księstwo raciborskie, w tym zamek znalazł się w rękach baronów Baltazara i Jerzego von Mettich jako zastaw na sumę 116 000 talarów. Odbudowali oni zamek, a koszt prac oszacowano na 6 000 talarów. W 1609 roku po tym, jak dopłacono 28 000 talarów zamek stał się własnością baronów von Mettich. Oprócz zamku Mettichowie otrzymali tartaki, młyny, odrębne budynki, różne prawa. Do ich dóbr należały także 3 folwarki oraz 15 wsi. Budowla była wtedy zniszczona, a baron zobowiązał się odrestaurować kaplicę i nie ograniczać fundacji na rzecz odprawiających w niej nabożeństwa księży. Ornaty, kielichy i monstrancje należące do kolegiaty zamkowej zostały spisane i według akt komory książęcej miały zostać zwrócone Kościołowi. Na początku XVII wieku zamek uległ przebudowie, w wyniku której fasada kaplicy zyskała barokowy wygląd. Kolejnymi właścicielami zamku byli: Jerzy Hohenzollern, Jan Zygmunt Batory, a w wyniku wojny trzydziestoletniej, od 1622 roku Bethlen Gábor, książę siedmiogrodzki. W 1628 roku za kwotę 130 000 guldenów dobra te nabył cesarz Ferdynand II. Jednak kamera cesarska objęła te ziemie dopiero w 1631 roku, gdyż wystąpiły problemy z określeniem granic księstwa. W 1637 roku na zamku wybuchł pożar, a przy jego odbudowie zatrudniono mistrzów włoskich, którzy wybudowali m.in. zamek w Głogówku. W wyniku prac poczynionych na zamku przebudowane zostało skrzydło północno-wschodnie, które zostało wzbogacone o arkadowy krużganek i loggię na piętrze. Dodatkowo rozbudowane zostało skrzydło południowo-wschodnie, gdzie w II połowie XIX wieku znajdowała się restauracja. Również wieża bramna otrzymała barokowy wygląd. Od 1642 roku zamek znalazł się ponownie w rękach Oppersdorfów, a mianowicie hrabiego Jerzego III. Dobra te zostały przekazane w wyniku regulowania długów, bowiem hrabina von Oppersdorff pożyczyła księciu von Lichtenstein prawie 62 000 talarów, a cesarzowi 45 000 talarów. Dodatkowo Oppersdorffowie zobowiązali się do zapłaty 130 000 talarów w ciągu kolejnych trzech lat, aby przejąć księstwo na własność. Do majątku należał wówczas zamek oraz 21 okolicznych wsi, w których było 10 wolnych gospodarstw, 21 wolnych chłopów, 70 wolnych zagrodników, 23 wolnych chałupników, 204 pańszczyźnianych zagrodników oraz 121 chłopów pańszczyźnianych. Księstwo generowało wówczas roczny zysk netto w wysokości 18 378 guldenów.
W 1645 roku księstwo raciborskie wraz z zamkiem zostało zastawione Wazom. W marcu 1656 roku król Polski Jan Kazimierz mianował hrabiego Franciszka Euzebiusza von Oppersdorsffa starostą księstwa raciborskiego i opolskiego. Był to swoistego rodzaju dowód wdzięczności za to, że hrabia udzielił królowi i jego żonie schronienia w czasie potopu szwedzkiego. W 1666 roku księstwo raciborskie powróciło ponownie do Austrii, lecz hrabia von Oppersdorff pozostał jego starostą do swojej śmierci (1691). Kolejnymi właścicielami byli jeszcze m.in. rody: Sobeck, Schlabrendorff, Wlczek oraz Reuss von Plauen.
W 1670 roku zamek i miasto odwiedziła cesarzowa Eleonora, która udawała się do Częstochowy, na ślub córki z królem Polski Michałem Korybutem Wiśniowieckim. Przejazd przez ziemie śląskie nadzorował wskazany przez starostę księstwa raciborskiego, hrabiego Franciszka Euzebiusza von Oppersdorffa książę brzeski Christian. Na cesarzową według spisu czekało 20 wołów, 60 cieląt, 30 baranów, 11 jagniąt, 12 świń, dziczyzna, 20 wiader wina austriackiego i 14 wiader węgrzyna. Sama lista wyrobów cukierniczych liczyła 4 strony. Hrabia Oppersdorff 23 lutego zawiadomił magistrat o tym, że cesarzowa i jej świta w drodze powrotnej także zatrzyma się w mieście, jednak tym razem na rynku w trzech budynkach między ulicami Panieńską a Rzeźniczą.
24 sierpnia 1683 roku w będącym w posiadaniu Franciszka Euzebiusza Oppersdorffa zamku gościł Jan III Sobieski, który kierował się pod Wiedeń. Wojska króla liczyły 20 chorągwi lekkich, kilkuset dragonów oraz wielu oficerów o łącznej liczbie 3000. O swoim pobycie w raciborskim grodzie wspominał nawet w swych listach do Marysieńki.

Lud tu niewymownie dobry i błogosławiący nam, kraj cudownie wesoły. (...) Byliśmy też wczoraj w Raciborzu u p. Grafa Obersdorfa w zamku; ale się jemu nie godziło nas częstować, tylko z kamery cesarskiej. Sama p. Grafowa sprowadziła najmniej dam trzydzieści, które siedziały z nami do stołu; a lubo młodsza jest siostra naszej p. podkomorzyny, zda się, że jest jej matką. Grzeczna bardzo białogłowa i podobna mową i gestami cudownie do p. Podkomorzyny. Ma dwie czyli trzy córki: najstarsza za p. von Prazmo, ruchawa i rozwodzi się z mężem; młodsza, panna, nadobna, podobna do p. marszałkowej. Graliśmy w karty przed obiadem, najstarsza jakaś i najszpetniejsza ograła mię.

Franciszek Euzebiusz Oppersdorf nie chciał się narazić cesarzowi, dlatego poczęstunek, którym ugościł polskiego króla sfinansował z pieniędzy, które należały do cesarza. Przed posiłkiem wszyscy zagrali w lombra. Jan III Sobieski nie spędził nocy na zamku, powrócił do swojego obozowiska między Pietrowicami Wielkimi a Pietraszynem. Od godziny 2 w nocy do 8 wieczorem ludność miejska przyglądała się wojskom, które w tym czasie przemaszerowały po moście na Odrze.

### XVIII wiek

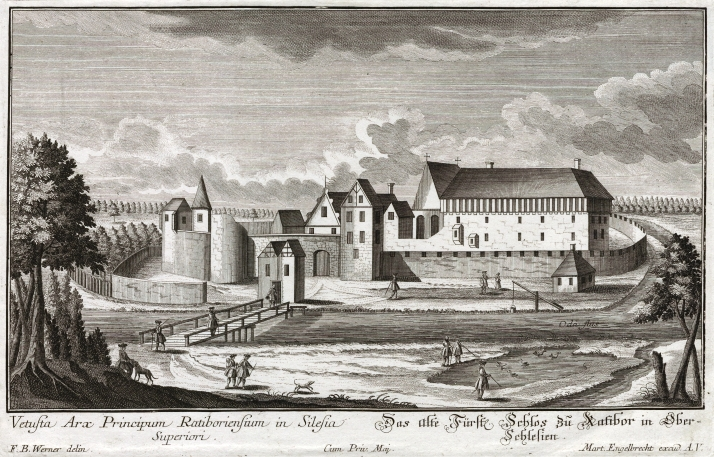
Zamek na przełomie XVII i XVIII wieku

Po tym jak Oppersdorfowie przestali być właścicielami zamku, przechodził on z rąk do rąk. Nowi właściciele nie opiekowali się zamkiem, co powodowało, że podupadał. W 1712 roku Franciszek Euzebiusz II von Oppersdorf wystawił zamek raciborski wraz z przylegającymi do niego dobrami na sprzedaż. Powodem takiego działania był brak potomka i konieczność dokonywania dużych spłat na rzecz swoich sióstr. Dobra te za kwotę 134 000 talarów zakupił baron Karol Henryk von Sobeck i Rauthen, pan na Koszęcinie. W 1738 roku właścicielem zamku został jego syn Karol von Sobeck, który zmarł w roku 1743. Odwiedzający Racibórz w czerwcu 1742 roku król pruski Fryderyk II zatrzymał się w konwencie bożogrobców na Nowym Mieście. Fakt, że król nie wybrał zamku na swoją siedzibę świadczyć mógł o złej kondycji budowli. Po śmierci Karola właścicielem raciborskiego zamku został jego brat Feliks, a następnie jego syn, Jan Nepomucen, który w 1776 roku sprzedał te dobra za 355 000 talarów. Nabył je hrabia Ludwik Fryderyk von Schlabrendorf, jak i wiele innych śląskich posiadłości, dla celów spekulacyjnych. Spowodował on wyrąb lasów dębowych należących do swych majątków, a pozyskane drewno sprzedawał po wysokich cenach do Anglii i Francji. W 1780 roku zamek nabył Maciej von Wilczek wraz z małżonką, Dorotą za 565 000 guldenów. Krótko byli jednak właścicielami majątku i w 1788 roku sprzedali go Henrykowi XLIII hrabiemu Reuß. Hrabia również nie zagościł długo na raciborskim zamku i w 1791 roku sprzedał go skarbowi państwa pruskiego. W 1799 roku skarb pruski dokonał zamiany zamku raciborskiego na twierdzę Koźle, która była własnością hrabiego von Plettenberga-Wittema. Zamiana ta opłacała się hrabiemu, bowiem wartość twierdzy w Koźlu oszacowano na 400 000, natomiast raciborskiego zamku na 600 000 talarów. Hrabia wkrótce potem przekształcił otrzymane dobra w lenno.

### XIX wiek
Hrabia von Plettenberg-Wittem władał raciborskim zamkiem do 1805 roku, kiedy to przejął go pruski minister i szambelan Wilhelm Ludwik Jerzy, książę zu Sayn-Wittgenstein. Podczas wojen napoleońskich w zamku urządzono szpital polowy dla żołnierzy francuskich. Ze źródeł wynika, że od lutego do maja 1808 roku zmarło w nim sześciu żołnierzy. Według ustaleń książę był tylko nominalnym właścicielem raciborskich dóbr, a całość miała znaleźć się w rękach księcia elektora von Hessen-Kassel. Jako przyczynę takiego działania upatruje się fakt, że Królestwo Pruskie będące ewangelickim nie chciało zawierać umowy z katolickim księciem von Hessen-Kassel, dlatego skorzystano z roli pośrednika, księcia zu Sayn-Wittgenstein. 1 lipca 1812 roku majątek przeszedł w ręce księcia elektora za 627 751 talarów i 1 grosz. 6 czerwca 1817 roku dzięki zabiegom księcia dobra będące lennem stały się udzielnym księstwem, wolnym od danin. W 1819 roku udzielne księstwo posiadało 65 wsi, 30 folwarków znajdujących się w powiatach głubczyckim, kozielskim, raciborskim, rybnickim oraz toszecko-gliwickim. Obszar ten zamieszkiwany był przez 696 chłopów, 713 zagrodników oraz 1818 chałupników, a w sumie to księstwo posiadało 18 720 mieszkańców. Książę Hessen-Kassel odwiedził raciborski zamek tylko raz, 3 lipca 1819 roku. Jednakże zatrzymał się wówczas w mieście, a nie na zamku, gdyż był on w nie najlepszym stanie. Książę otrzymywał roczne dochody z raciborskiego majątku w wysokości 55 000 talarów.
W 1820 roku władcą księstwa został landgraf Wiktor Amadeusz von Hessen-Rothenburg. Stało się tak, gdyż Hesja odstąpiła część swoich terenów Królestwu Pruskiemu, a landgraf na skutek tego stracił swoje majętności. W ramach częściowej rekompensaty powierzono mu wówczas księstwo raciborskie. 2 września 1820 roku Wiktor Amadeusz von Hessen-Rothenburg wraz z żoną Elizą de domo księżniczką zu Hohenlohe-Langenburg pojawił się w Raciborzu. Nowi właściciele zamku zostali gościnnie przyjęci przez władze miasta, które nadały im honorowe obywatelstwo. 27 września landgraf utworzył komorę, która miała zarządzać jego górnośląskimi dobrami. 9 czerwca 1821 roku otrzymał on od króla pruskiego Fryderyka Wilhelma III edykt, który podniósł dobra raciborskie do rangi pośrednio zawisłego księstwa (niem. Mediatherzogtum) i miało ono prawo do oddzielnego głosu w śląskim landtagu. Wiktor Amadeusz von Hessen-Rothenburg postanowił rezydować w Raciborzu, ponieważ jednak zamek nie nadawał się na siedzibę magnacką zaadaptował na swoją siedzibę klasztor cystersów w Rudach.
W 1834 roku landgraf zmarł bezpotomnie, a na podstawie testamentu księstwo Racibórz i Corvey (które również otrzymał w 1820 roku) oraz dobra sośnicowskie i zębowickie otrzymał siostrzeniec jego żony Wiktor Maurycy von Hohenlohe-Schillingsfürst. Natomiast drugi siostrzeniec, Klodwig Karol Wiktor otrzymał dobra Treffurt i określone dochody z księstwa Corvey. W taki oto sposób od lat 30. XIX wieku do 1945 roku zamek znajdował się w rękach książąt Hohenlohe-Schillingsfürst, którzy mieli swoją siedzibę w pobliskich Rudach. Na zamku mieszkali urzędnicy, a książęta postanowili wybudować obok niego budynek kamery raciborskiej, utworzonego w 1820 roku urzędu mającego zarządzać dobrami zamkowymi. Projekt sporządzony przez inspektora budowlanego Linke zakładał, że budowla miała stanąć po północnej stronie obecnej ul. Zamkowej. W 1840 roku Wiktor Maurycy von Hohenlohe-Schillingsfürst otrzymał od cesarza tytuł Herzog von Ratibor. Wiktor Maurycy od tej pory tytułował się Herzog von Ratibor, Fürst von Corvey, Prinz zu Hohenlohe-Schillingsfürst – Durchlaucht. W 1846 roku oddano do użytku dwupiętrowy budynek kamery książęcej, która odtąd zarządzała całymi dobrami księcia von Ratibor. Oprócz pomieszczeń biurowych w budynku znajdowało się również kilka mieszkań. Pierwszym zarządcą komory został radca sprawiedliwości, Fryderyk Wilhelm Lange, którego po śmierci w 1853 roku zastąpił radca sprawiedliwości i rotmistrz w stanie spoczynku, Gustaw Adolf von Wiese-Kaiserswaldau.
19 stycznia 1858 roku kolejny pożar strawił zamek niszcząc skrzydło równoległe do Odry. Pożarł, który zauważono około godziny 13 w browarze szybko przeniósł się na inne budynki pokryte gontami. Zniszczone skrzydło południowe zostało rozebrane. W miejscu skrzydła północnego i częściowo zachodniego wzniesiono nowy budynek browaru. 10 czerwca 1858 roku został położony kamień węgielny pod nową budowlę. Został zmieniony układ pomieszczeń w części zachodniej, a budynek gospodarczy stał się słodownią. Natomiast część północno-zachodnia wzbogaciła się o wozownię. Kaplica odzyskała gotycką elewację frontową oraz wzbogaciła się o m.in. obraz przedstawiający św. Tomasza Becketa. Całą odbudową kierował Juliusz Starcke oraz mistrz ciesielski Robert Raschdorf. 8 października 1859 roku browar został oddany do użytku.
W 1871 roku, podczas pruskiej reformy administracyjnej powstał obszar dworski (niem. Gutsbezirke) Ostróg, który swoim zasięgiem objął także zamek. W 1893 roku, w wieku 46 lat po śmierci księcia Wiktora właścicielem zamku został jego syn Wiktor Amadeusz II von Hohenlohe-Schillingsfürst.

### XX wiek
W 1902 roku została zmieniona nazwa obszaru dworskiego Ostróg na obszar dworski Racibórz-Zamek. 5 stycznia 1927 roku obszar dworski Racibórz-Zamek został włączony do Raciborza i przestał funkcjonować jako samodzielna jednostka administracyjna. W 1923 roku po śmierci księcia Wiktora II właścicielem zamku został Wiktor August Maria III książę von Ratibor. Następca księcia Wiktora III zginął w 1939 roku podczas kampanii wrześniowej w bitwie pod Modlinem. Wiktor III zmarł 11 listopada 1945 roku, a jego następcą został Franciszek I Albrecht von Ratibor, który jednak nie odziedziczył raciborskiego zamku, bowiem stał się on własnością państwa polskiego.
Do 1945 roku na zamku mieszkali książęcy urzędnicy. Podczas walk II wojny światowej zabudowania zamkowe nie uległy zniszczeniom. Od 1945 roku zamek jest w posiadaniu Skarbu Państwa w zarządzie powiatu raciborskiego. Początkowo po wojnie mieściło się tutaj archiwum, w części pałacu książęcego znajdowały się mieszkania, a w browarze wznowiono produkcję piwa. Od lat 50. XX wieku nastąpiła stopniowa degradacja budowli. Budynek mieszkalny w części południowo-wschodniej został rozebrany, ponieważ uległ zniszczeniu podczas pożaru. Zdewastowane i zniszczone zostały: ołtarz, organy i ławki w kaplicy. W zbiorach raciborskiego muzeum znajduje się obraz św. Tomasza Becketa pędzla Jana Bochenka oraz figury św. Apostołów, które pierwotnie znajdowały się w sediliaach. W kolejnych latach rozebrany został budynek wozowni oraz krużganki, a pomieszczenia domu zamkowego uległy dalszym zniszczeniom. W latach 60. XX wieku przeprowadzono badania archeologiczne, które potwierdziły istnienie na miejscu zamku zabudowy drewnianej pochodzącej z XII wieku. Od lat 90. XX wieku zamek jest stopniowo odnawiany, m.in. zostało przeprowadzone mikropalowanie, aby zapobiec osiadaniu budowli.

### XXI wiek
Od 2001 roku na dziedzińcu zamku od kwietnia do października odbywały się imprezy plenerowe, głównie koncerty i turnieje rycerskie. 17 czerwca 2008 roku rozpoczął się generalny remont zamku wyceniany na kwotę 23 600 000 zł. Blisko 20 mln zł dofinansowania na ten cel uzyskano dzięki wsparciu Unii Europejskiej. W 2009 roku uzyskano dofinansowanie z województwa śląskiego na utworzenie na zamku Centrum Dziedzictwa Kulturowego Bramy Morawskiej. Wiosną 2009 roku ekipa remontująca zamek natrafiła na tunel pod budynkiem bramnym prowadzący w kierunku ulicy Zamkowej. Tunel ten był prawdopodobnie fragmentem kanału, który odprowadzał wodę lub ścieki z zamkowych budowli. Wejście do kanału było ukryte w posadzce jednego z pomieszczeń budynku bramnego. Tunel biegł około pięć metrów w dół, a następnie było załamanie oraz zamurowana ściana z wyłomem, za którą znajdował się ceglany gruz. Przed budynkiem bramnym postanowiono zrobić sondażowy wykop, jednakże po osiągnięciu głębokości 4,7 metra nie natrafiono na sklepienie tunelu. W związku z tym starostwo powiatowe będące właścicielem zamku pozyskało od marszałka województwa śląskiego 300 tysięcy złotych na odgruzowanie korytarza i przygotowania go do zwiedzania przez turystów. Odgruzowaniem tunelu zajęli się górnicy z Centralnej Stacji Ratownictwa Górniczego z Bytomia. W czasie prac odkryto drugi tunel, który pod budynkiem bramnym kieruje się na południe. Po skuciu tynku budynku bramnego okazało się, że jego stan był o wiele gorszy niż sądzono. Wymagał on „dopchania ścian i zszycia”, a także zastosowania innego dachu. Podczas oczyszczania tzw. pałacu książęcego w jednej z piwnic odkryto gotycką posadzkę z małym murowanym otworem, w którym zbiera się woda. Zakończenie remontu planowane jest na jesień 2011 roku.

## Architektura

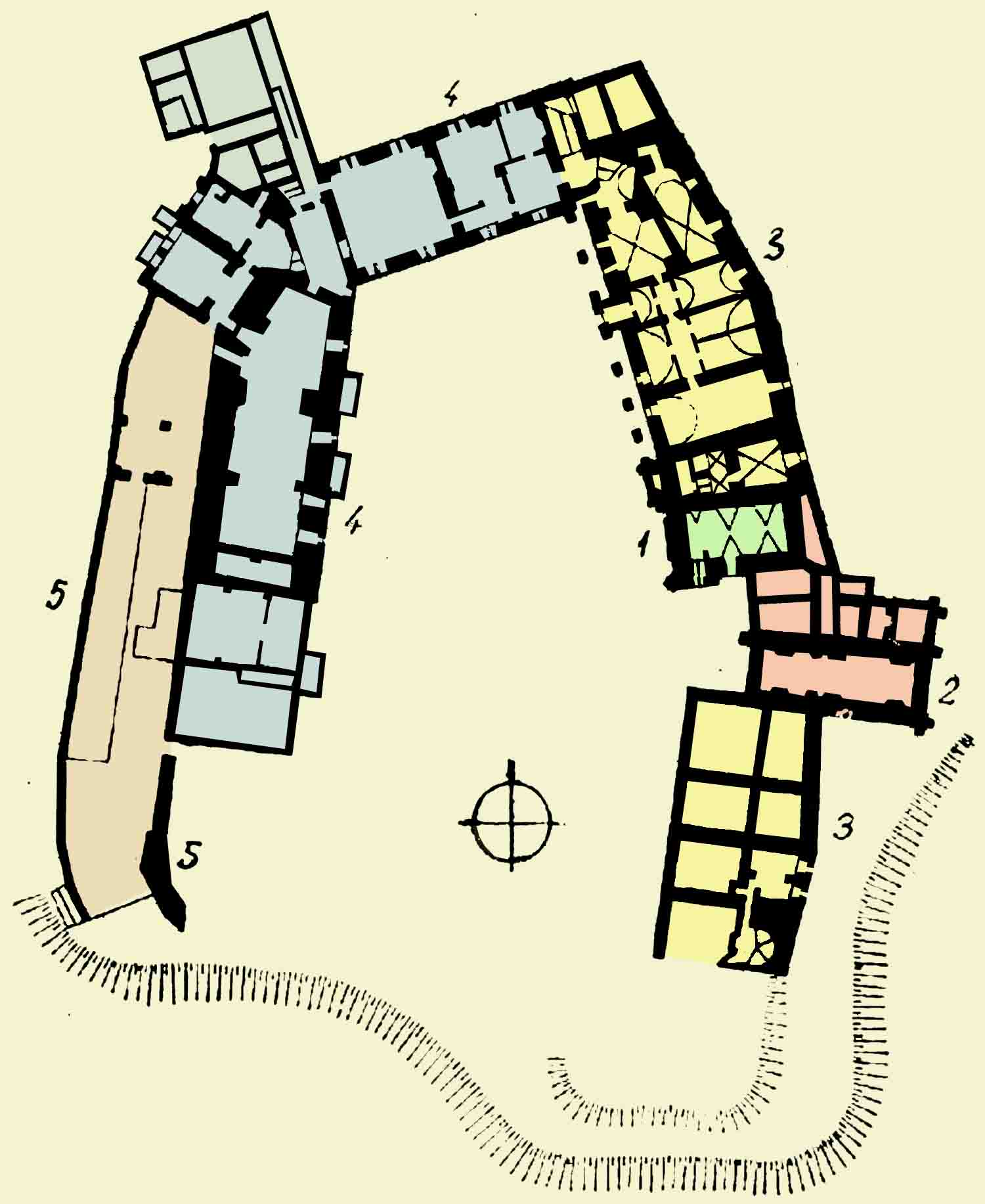
Rzut piwnic i murów obronnych (1:1500) – 1. kaplica, 2. budynek bramny, 3. budynki mieszkalne skrzydła wschodniego, 4. skrzydła gospodarcze północne i zachodnie, 5. mury obronne

Zamek posiada zarówno elementy gotyckie, jak i renesansowe, z cechami stylowymi, które w znacznej mierze zostały już zatarte. Wszystkie budynki są murowane z cegły i otynkowane.
Zamek powstał na miejscu dawnego grodu, który znajdował się na naturalnej wyspie i otoczony był wałami drewniano-ziemnymi, kanałem młynówki oraz głównym nurtem Odry i jej odnogą. Jedyną drogę do warowni stanowiła grobla przecinająca bagnisty teren. Wejście do grodu umożliwiał most zwodzony. Zabudowa warowni składała się z drewnianych domostw o konstrukcji z poziomych bali, które układano jeden na drugim tworząc tzw. zręby, połączone na łącznikach. W środku domostw znajdowały się podłogi. Zabudowania zostały prawdopodobnie strawione przez pożar, o czym mogą świadczyć ślady spalenizny oraz niektóre nadpalone elementy budowli znalezione podczas prac archeologicznych. Warownia posiadała prawdopodobnie jedną murowaną budowlę jaką była kaplica. W środku mieściły się pomieszczenia dla kasztelana, jego załogi oraz służby, a także potrzebne do funkcjonowania grodu zabudowania gospodarcze. Budowla pełniła przede wszystkim funkcję ochronną. Badania archeologiczne potwierdziły istnienie siedmiu warstw kulturowych, począwszy od obecnej zabudowy, a skończywszy na śladach zabudowy grodowej. Calec znajduje się 5 metrów pod dziedzińcem. Powstanie grodu według przeprowadzonych badań może być datowane najwcześniej na IX wiek.
W 1281 roku powstało samodzielne księstwo raciborskie, co spowodowało, że Przemysław I rozpoczął przebudowę grodu. W wyniku przebudowy zakończonej w 1287 roku powstał zwarty zespół budynków z cegły, gdzie głównym akcentem był budynek mieszkalny o charakterze pałacowym. Początkowo wał otaczający gród miał konstrukcję rusztową (przekładkową), który w I połowie XIII wieku został wzmocniony masami ziemi i wykorzystany jako fundament pod budowę ceglanego muru. Konstrukcja dolnej partii murów wykorzystywała wątek wendyjski, natomiast górna wątek polski (gotycki). Druga partia murów obronnych powstała najwcześniej w XV wieku. Do dzisiaj przetrwały jedynie mury w zachodniej i północno-wschodniej części zamku, natomiast fundamenty murów w południowo-wschodnim narożu. Niestety do czasów dzisiejszych nie zachowała się żadna baszta czy wieża. Zabudowa dziedzińca rozpoczęła się w XIII wieku i wskazuje na wykorzystanie rozwiązań stosowanych przez Czechów. Oparcie przebudowy systemu obronnego o dawny wał drewniano-ziemny świadczy o tym, że zamek zaczął pełnić funkcję mieszkalno-reprezentacyjną, a nie obronną jak wcześniej.

### Skrzydło wschodnie
Ta część obejmuje główne zabudowania zamkowe, które są niejednolite pod względem funkcji i okresu powstania. Od północy znajduje się budynek mieszkalny, który opiera się na dawnych murach gotyckiego zamku, a także kaplica, budynek bramny oraz ruiny budynku mieszkalnego południowo-wschodniego.

#### Budynek mieszkalny, tzw. pałac książęcy

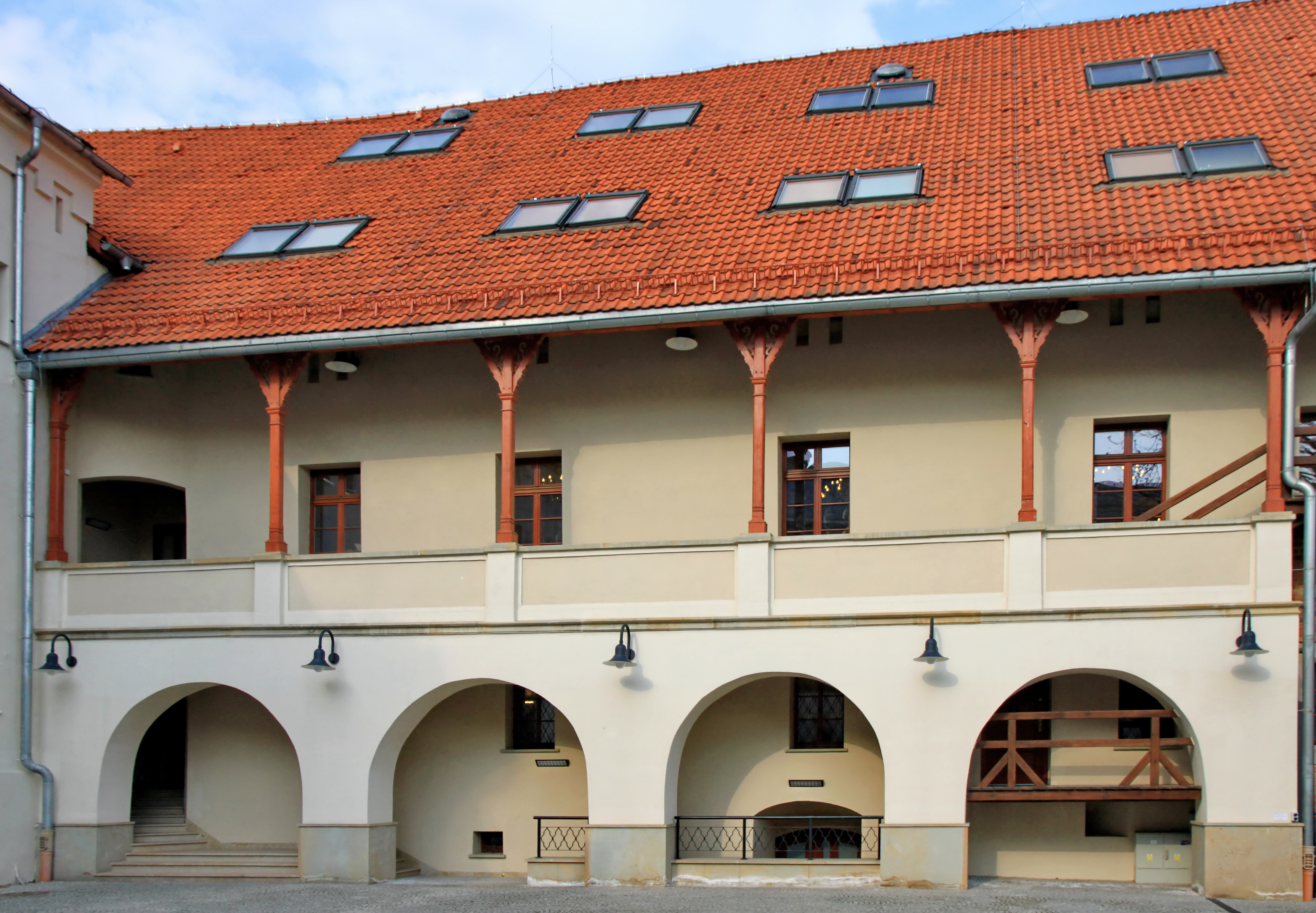
Budynek mieszkalny po remoncie

Murowany dom wielki, tzw. pałac książęcy dostawiony jest do wschodniej partii murów i północnej ściany kaplicy. Badania archeologiczne potwierdziły istnienie w tym miejscu budynków datowanych na XII/XIII wiek. W XV/XVI wieku budowla została gruntownie przebudowana i rozbudowana do pierzei północnej dziedzińca. W taki sposób sąsiadował z budynkiem browaru, który znajdował się za murami zamkowymi. Budowla przebudowana została w I połowie XVII wieku oraz po 1858 roku, po tym gdy na zamku wybuchł pożar. Budynek mieszkalny jest piętrowy, podpiwniczony i wzniesiony na planie wydłużonego prostokąta, którego bok wschodni jest lekko załamany. Wnętrza mają układ jednotraktowy, który został w znaczny sposób przekształcony. W pomieszczeniach przyziemia przeważają sklepienia kolebkowe i kolebkowo-krzyżowe o obniżonym łuku. W południowej części znajduje się zabiegowa klatka schodowa, również przykryta sklepieniem. Pomieszczenia znajdujące się na piętrze przykryte są sufitami. Od strony dziedzińca w przyziemiu widoczny jest murowany krużganek z arkadami filarowymi, które są półkoliście zamknięte. Krużganek jest sklepiony odcinkowo. Na piętrze znajduje się wysunięty okap dachu, który wspierają neogotyckie, drewniane słupy. Okna znajdujące się w budynku mają nieregularny układ. Dach siodłowy pokryty jest eternitem i znajdują się w nim nowsze lukarny.
Na półpiętrze, tuż przy północnej ścianie kaplicy zamkowej znajduje się jedno z najstarszych graffiti w Polsce. Na ścianie znajdują się XVII-wieczne inskrypcje powstałe prawdopodobnie podczas wojny trzydziestoletniej, pozostawione przez żołnierzy, którzy stacjonowali wtedy na zamku. Na ścianie znajduje się też data roku 1888. Przypuszcza się, że w tym pomieszczeniu mógł znajdować się areszt, bowiem w sali obok odbywały się roki sądowe.

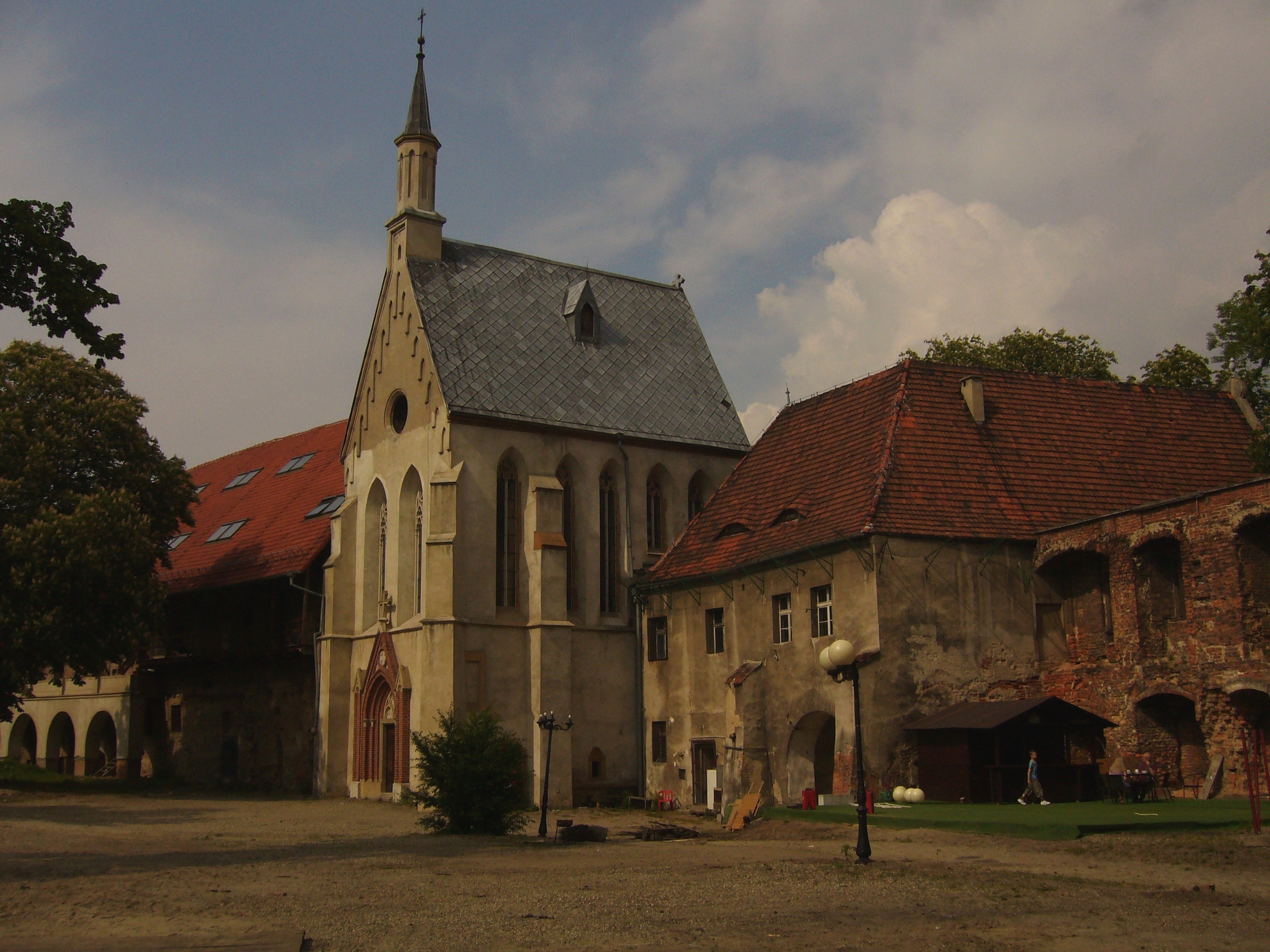
Widok na budynek bramny i kaplicę zamkową

#### Kaplica pw. św. Tomasza Kantuaryjskiego
Kaplica powstała w latach 1288–1293 w wyniku wzniesienia nowego, murowanego zamku. Kaplica zamkowa od połowy XIX wieku, ze względu na swój wysoki poziom artystyczny, nazywana jest perłą gotyku śląskiego. Budowla nazywana jest również śląską Sainte-Chapelle.
Świątynia wraz z domem zamkowym została dostawiona do pierwszej partii murów od wschodu. Znajduje się we wschodnim skrzydle zamku, między budynkiem bramnym a głównymi budowlami zamkowymi. Kaplica stoi na fundamentach poprzedniej świątyni. Początkowo była wolno stojąca. Wzniesiona jest na rzucie prostokąta o wymiarach 8,5 na 13 metrów, jest orientowana, murowana z cegły w wątku wendyjskim, otynkowana i posiada detale kamienne z ciosu. Kaplica była pierwszą na ziemiach śląskich wolno stojącą budowlą sakralną, którą zasadzono na planie prostokąta.

#### Budynek bramny

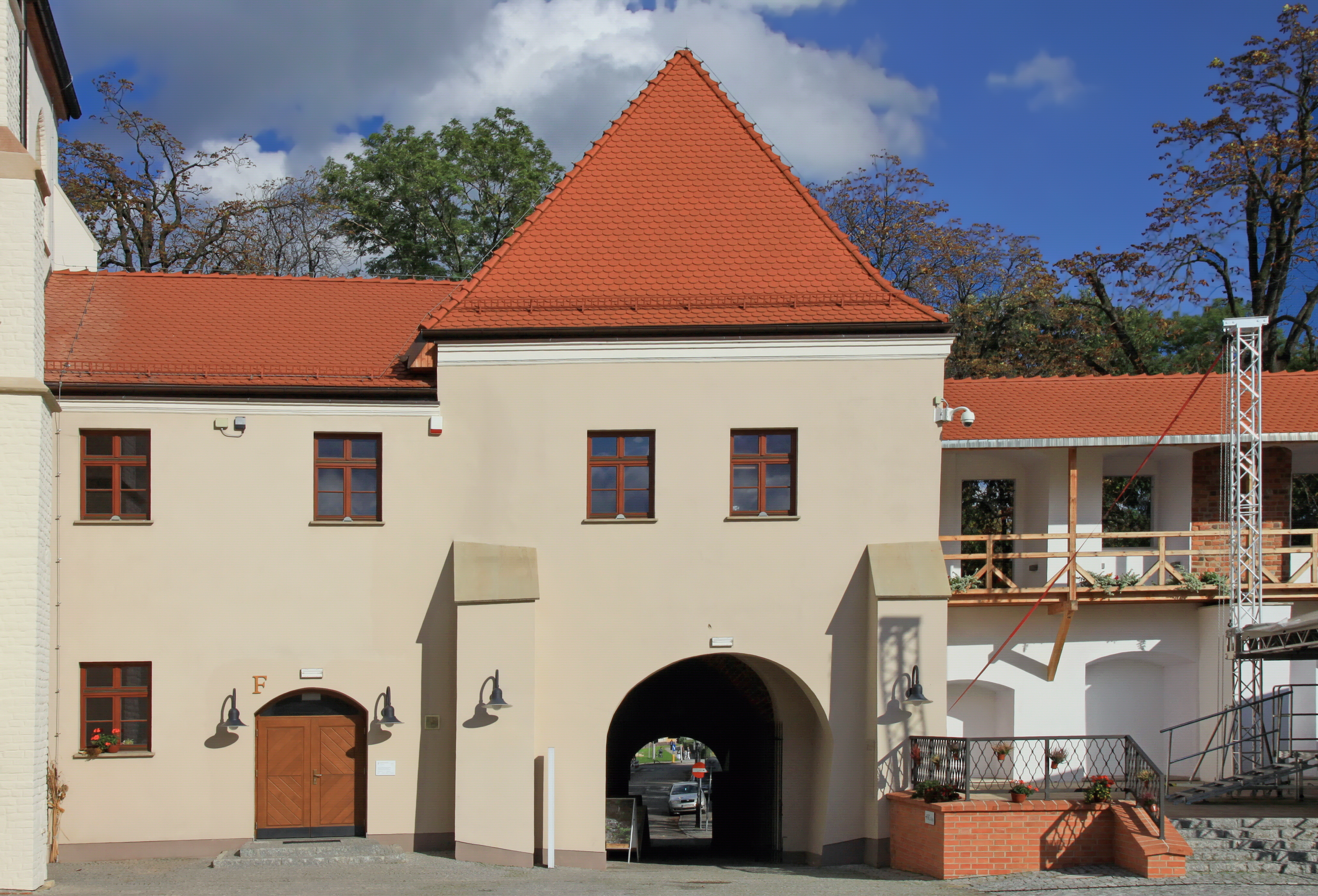
Budynek bramny po remoncie

Początkowo budowla była o połowę krótsza od obecnej i znajdowała się w pierwszej partii murów. Powstała prawdopodobnie w XIII wieku, przebudowana w XIII/XIV wieku. W XIV/XV wieku budynek się zawalił, po czym został odbudowany. Budynek jest cofnięty od dziedzińca, występuje znacznie ku wschodowi. Pochodzi z I połowy XVII wieku, wybudowany na zrębie z XIV wieku, a odbudowany około 1950 roku Obiekt jest piętrowy i wzniesiony na rzucie prostokąta. W części południowej znajduje się przejazd, który posiada sklepienia kolebkowe z lunetami na gurtach. Dodatkowo znajduje się tam arkada ostrołukowa pochodząca z dawnej gotyckiej bramy. Część północna składa się z kilku niewielkich pomieszczeń nakrytych sufitami. Pomieszczenia na piętrze również są nimi nakryte. W narożach wschodnich i pośrodku elewacji zewnętrznej wschodniej i zachodniej znajdują się skarpy. Wschodnią część elewacji wieńczą dwa szczyty, które zostały zrekonstruowane po zniszczeniu w 1945 roku. Wjazd na zamek zamknięty jest półkoliście, a w nim znajduje się dwuskrzydłowa, klepkowa brama z XIX wieku. W przyziemiu znajdują się okna, w zachodnim znajduje się krata z XVII wieku. W przejeździe na zamek znajduje się występ kamienny o charakterze konsoli, pochodzący prawdopodobnie ze średniowiecza. Budynek posiada dach siodłowy, kryty dachówką, w części zachodniej czterospadowy o poprzecznej kalenicy.

#### Budynek południowo-wschodni
Budynek dobudowany w latach 1603–1636, częściowo wykorzystuje gotyckie mury. Obecnie zachowała się tylko ruina budowli, która pierwotnie była piętrowa, wzniesiona na planie zbliżonym do prostokąta, miała lekko załamany wschodni bok. Wnętrza miały układ dwutraktowy. Południowa część budowli posiada ślady po sklepieniu kolebkowym i kręconej klatce schodowej. Mury posiadają ślady licznych przemurowań oraz zachowane partie o układzie gotyckim. Elewacja zewnętrzna posiada nowy gzyms koronujący, pod którym znajdował się kiedyś gzyms lunetowy z XVII wieku, obecnie skuty. W ścianie, która jest jedyną pozostałością po dawnym budynku, znajduje się kilka kamiennych obramień okiennych oraz na piętrze można zobaczyć prostokątne i profilowane obramienie przejścia do budynku bramnego. W narożniku północno-zachodnim znajduje się wmurowany, rzeźbiony, gotycki wspornik w kształcie głowy, pochodzący z XIII/XIV wieku.

### Skrzydło północne i zachodnie

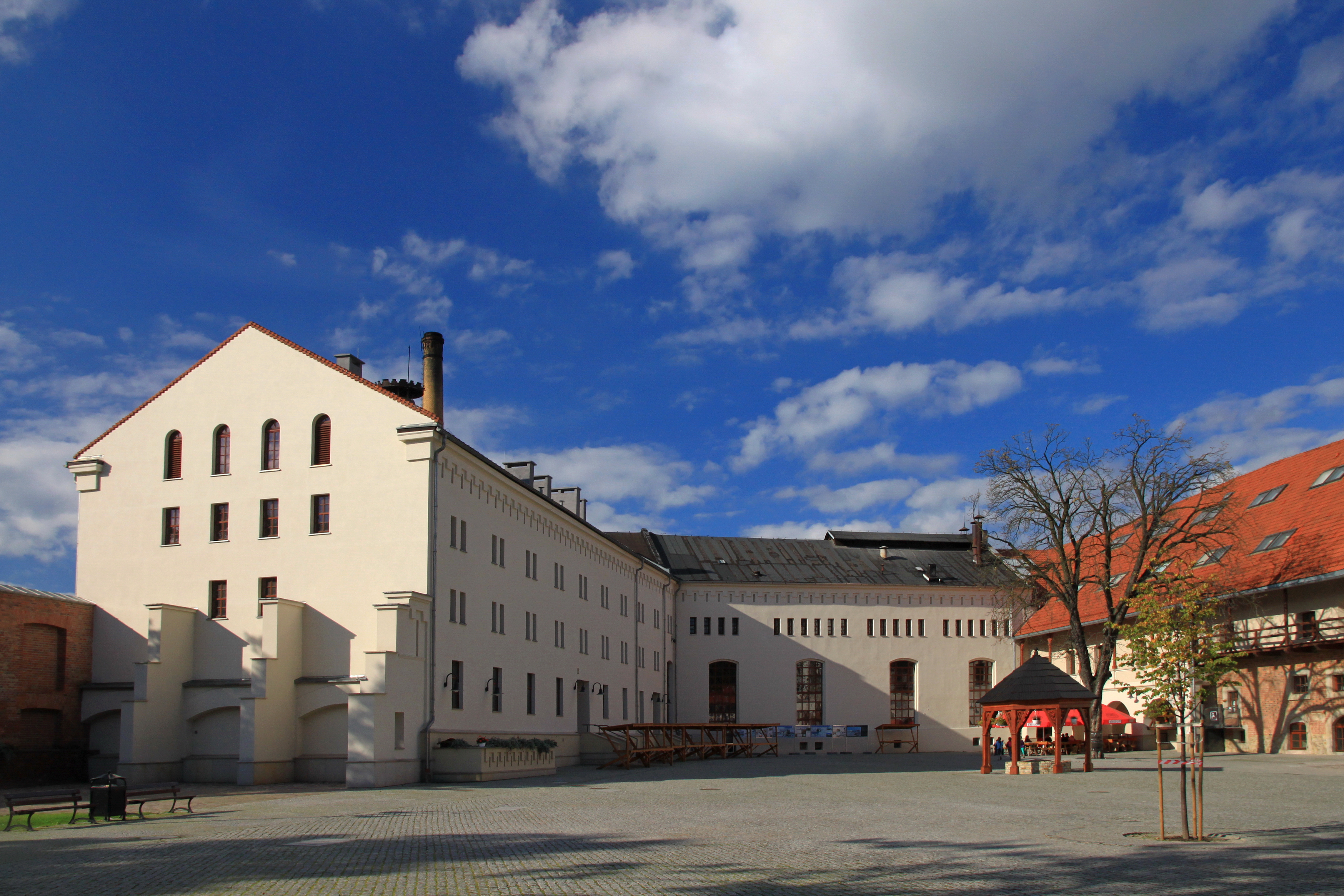
Skrzydło północno-zachodnie zamku od strony dziedzińca, po remoncie

Skrzydło wykorzystywane w celach gospodarczych, znajduje się tam siedziba przedsiębiorstwa Browar Zamkowy Sp. z o.o. Po pożarze zamku w 1858 roku przebudowane na browar i pozbawione całkowicie cech zabytkowych. Budynek słodowni i wozowni w części zachodniej został wzniesiony prawdopodobnie w XVI wieku. Przyziemie skrzydła zachodniego posiada zachowane znacznej grubości mury budynku pochodzącego prawdopodobnie z I połowy XVII wieku. Dodatkowo w przedłużeniu skrzydła zachodniego ku południowemu znajdują się zachowane fragmenty podwójnego muru z cegły o wątkach: w obwodzie wewnętrznym z I połowy XVII wieku, i zewnętrznym gotyckim, prawdopodobnie z XV wieku. Mur wewnętrzny jest wyższy.

## Zamkowy browar

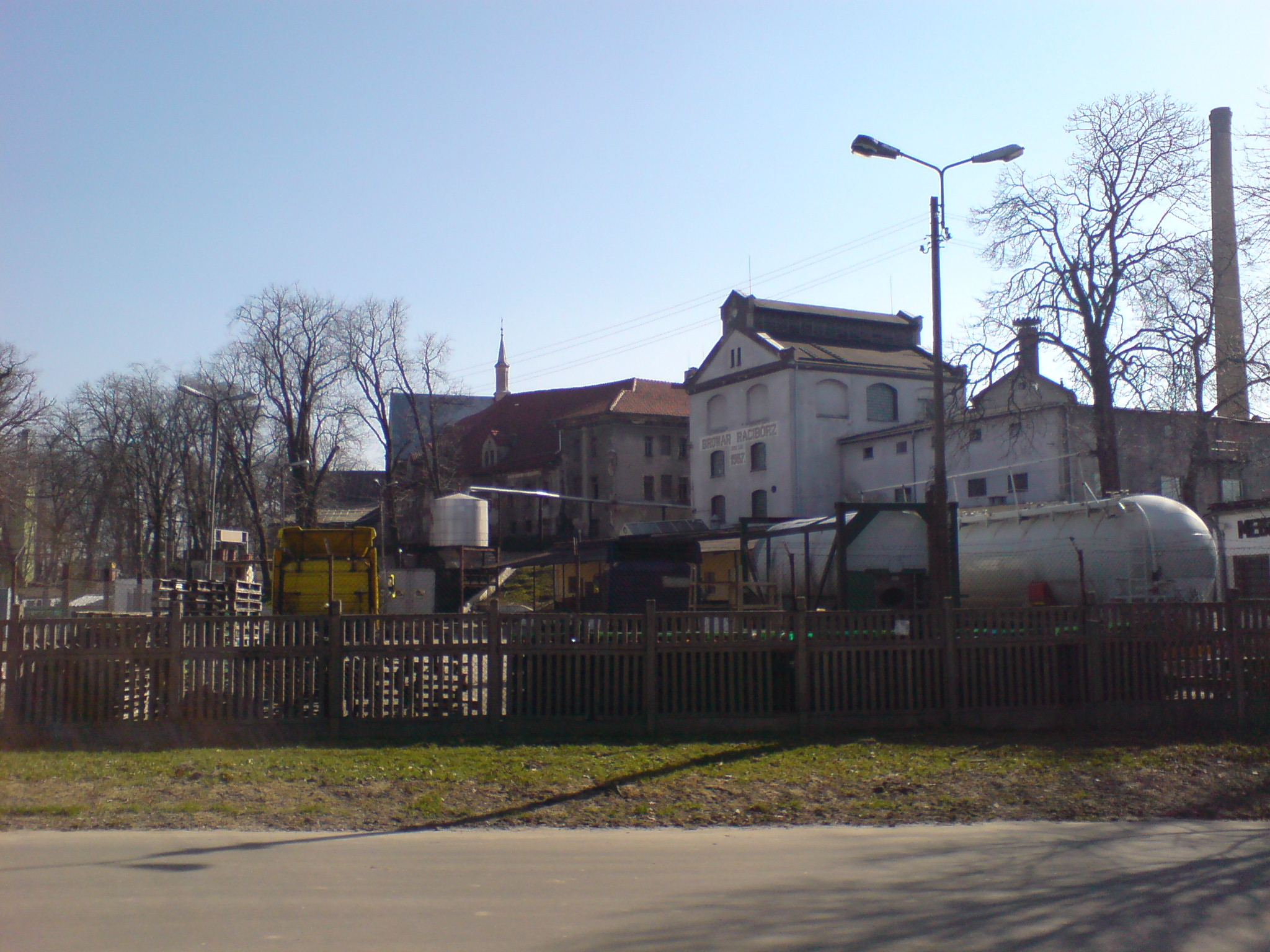
Skrzydło północno-zachodnie, obecny Browar Zamkowy Sp. z o.o

Pierwsza wzmianka o browarze istniejącym na zamku pochodzi z 1532 roku, a kolejna z roku 1567. W 1559 roku wzmiankowana jest karczma zamkowa. Jednak prawdziwy rozwój raciborskiego browaru przypadł na rządy rodziny książąt Hohenlohe-Schillingsfürst. Wtedy to raciborskie piwo pito w kantynach przy śląskich zakładach, a nawet w karczmach ziemi hulczyńskiej.
19 stycznia 1858 roku wybuchł na zamku pożar, który strawił także browar. Raciborski książę postanowił sfinansować budowę nowego browaru. Poprzedni budynek został zburzony, a na jego miejscu zasadzono drzewa. Nowy budynek tworzy do dzisiaj północne skrzydło zamku. Browar został wyposażony w maszynę parową i w ten sposób żadne z dziewięciu pozostałych browarów miejskich nie mogły z nim konkurować.
W latach 1896–1897 przeprowadzona została całkowita modernizacja browaru w wyniku której powstała nowoczesna warzelnia, maszynownia, kotłownia, chłodnia, suszarnia słodu, leżakownia, skład piwa oraz dom dla czeladników piwowarskich. W 1898 roku zakład zatrudniał 55 osób, którym przewodził mistrz piwowarski Kaufmann. W 1899 roku raciborski browar produkował już piwo pilzneńskie. Piwo było serwowane na ziemiach raciborskich, głubczyckich, kozielskich, rybnickich i hulczyńskich. W Gliwicach znajdował się skład raciborskiego trunku. Piwo obecne było w kantynach hut, na dworcach w Raciborzu i Kędzierzynie, w gospodzie książęcej w Sławięcicach, a także we Wrocławiu w restauracji przy ulicy Nowoświdnickiej.
Na jakość raciborskiego piwa miało wpływ kilka czynników: staranna uprawa, zbiór i czyszczenie jęczmienia w posiadłościach komory książęcej. Wysokiej jakości była woda doprowadzana do browaru drewnianymi rurami z Obory. Badania archeologiczne przeprowadzone na początku ulicy Bosadzkiej potwierdzają istnienie wydrążonych drewnianych bali. Według archeologów był to fragment wodociągu, który doprowadzał wodę z Obory. Obecnie fragmenty tych rur udostępnione zostały zwiedzającym w muzeum. Chmiel sprowadzano z Hallertau w Bawarii lub czeskich Sudetów. Ponadto piwo do 1945 roku przechowywane było w drewnianych beczkach, mimo tego, że w innych browarach wykorzystywane były metalowe. Proces fermentacji głównej i wtórnej odbywał się w piwnicy leżakowej w specjalnych kadziach, następnie kuflach leżakowych wykonanych z dębu. Warto wspomnieć, że fermentacja wtórna trwała aż trzy miesiące, co nie było praktykowane w innych górnośląskich browarach. Każda beczka zanim została powtórnie wypełniona była smołowana i czyszczona.
Podczas I wojny światowej, a także po niej raciborski browar dopadł kryzys. Stracono wiele rynków zbytów, a także występowały liczne kłopoty z importem półproduktów potrzebnych do wytworzenia piwa. Jednak największą startą była śmierć mistrza Kaufmanna, który swoją tajną recepturę zabrał do grobu. W latach 30. XX wieku pojawiły się nowe i duże koncerny piwowarskie, których towar był o wiele tańszy, ale również jakościowo gorszy. Fakt ten spowodował zaniknięcie raciborskiej marki na rynku.
W 2004 roku po remoncie i zainstalowaniu urządzeń browarniczych z Tymbarku browar wznowił działalność. W 2009 roku poinformowano o likwidacji browaru. W 2010 roku ponownie wznowiono produkcję. Piwo w raciborskim browarze nadal warzy się jak przed wiekami, w otwartych kadziach.

## Tajemnice i legendy związane z zamkiem
Na gruntach północnego i zachodniego skrzydła wzniesiono browar parowy. W środku podwórza stoi studnia. Zachowała się podłużna, masywna brama wejściowa, ozdobiona książęcym herbem. Za nią po lewej stronie, na wystającym, ostrym narożu domu, jest zamurowana kamienna głowa, której oczy skierowana są na studnię lub trochę wyżej. Chociaż niepodobna do oblicza tatarskiego, jest jednak uważana za głowę tego księcia mongolskiego, który w XIII w. został tu pokonany. Z tą dziwną postacią związana jest legenda, że dokładnie w tym miejscu, na które skierowane są kamienne oczy, znajduje się wielki skarb. Zmarły 29 marca 1880 roku dyrektor generalny Gustaw Adolf von Wiese żądnym wiedzy obcym, którzy uważnie przyglądali się tej architektonicznej zabawce, potwierdzał prawdę mówiąc żartem: legenda jest prawdziwa, ta głowa spogląda na prawdziwy skarb, przy czym miał na myśli znajdujący się naprzeciw browar.

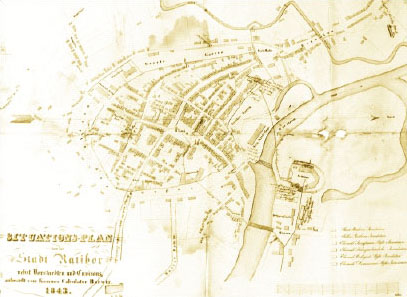
Mapa Schneidera z naniesionym odręcznie podziemnym przejściem pod Odrą

Jedną z tajemnic związanych z zamkiem jest tunel, który miał prowadzić od klasztoru Dominikanek do zamku. Tajemne przejście miało powstać pod koniec XIII wieku, za rządów Przemysława, kiedy jego córka Eufemia wstąpiła do konwentu Dominikanek. Tunel miał umożliwić spotkania ojca z córką, a także w razie niebezpieczeństwa umożliwić zakonnicom ucieczkę do zamku. W 1988 roku władze miasta wraz z kościołem katolickim doszły do porozumienia w sprawie renowacji kaplicy zamkowej. Podczas prac remontowych, w umieszczonej na dachu wieżyczce na sygnaturkę, została odnaleziona datowana na 1843 rok mapa. Oddawała ona stan zabudowy miejskiej z 1843 roku i z 1858 roku za sprawą ręcznie naniesionych na niej adnotacji.
Mapa stała się historycznym odkryciem za sprawą adnotacji naniesionych przez Roberta Schneidera, który prawdopodobnie kierował odbudową zamku po pożarze. Zaznaczył on na mapie podziemny tunel, który zaczynał się w miejscu starej zamkowej baszty, a kończył w klasztorze dominikanek. Było to prawdopodobnie legendarne przejście pod Odrą, które opisał Hyckel. W 2001 roku prowadzono badania archeologiczne na miejscu dawnej baszty w południowo-wschodnim narożu w wyniku których odkryto zejście do podziemnego korytarza. Korytarz wiódł do piwnicy baszty, w której znaleziono zejście prowadzące w stronę Odry. To prawdopodobnie w tym miejscu miał zaczynać się legendarny tunel. Przejście to zostało prawdopodobnie zniszczone w XIX wieku podczas wylewu Odry, który spowodował obsunięcie się murów. Planowana jest konserwacja podziemnego tunelu w celu udostępnienia go odwiedzającym.

## Turystyka

### Trasy rowerowe
- Trasa 2-Y[84] trasa: Racibórz (Markowice → Obora → Ostróg – zamek → Stara Wieś → Ocice → Ocice Górne) → Żerdziny → Kornice → Pietrowice Wielkie → Gródczanki → Kietrz
- Trasa 6-C[84] trasa: Rudy → Nędza Wieś → Nędza → Nędza PKP → Ciechowice → Zawada Książęca → Łęg → Racibórz (Ostróg – zamek → Stara Wieś → Ocice → Ocice Górne) → Wojnowice → Bojanów → Krzanowice
- Trasa 313-Z[84] trasa: Racibórz (Stara Wieś → Ostróg – zamek → Płonia → Brzezie → Widok) → Pogrzebień → Syrynia → Światłowiec